# 永劫の探究
『永劫の探究』（えいごうのたんきゅう、原題：英:  The Trail of Cthulhu ）は、アメリカ合衆国のホラー小説家オーガスト・ダーレスが発表した5連作の小説。クトゥルフ神話の一つ。
ダーレスが『ウィアード・テイルズ』（以下WT）誌上で1944年から1952年にかけて発表した5連作の小説シリーズであり、1962年にアーカムハウスから単行本が刊行された。下記5作で構成される。
- 第1部『アンドルー・フェランの手記』The Manuscript of Andrew Phelan:1944
- 第2部『エイベル・キーンの書置』The Deposition of Abel Keane:1945
- 第3部『クレイボーン・ボイドの遺書』The Testament of Claiborne Boyd:1949
- 第4部『ネイランド・コラムの記録』The Statement of Nayland Colum:1951
- 第5部『ホーヴァス・ブレインの物語』The Narrative of Horvath Blayne:1952

日本では、まず青心社のハードカバー『クトゥルー』全6巻の第2巻に収録され、続いて文庫版全13巻の第2巻（以下、クト2）に収録されている。クト2は実質的に本作のための巻である。
ハワード・フィリップス・ラヴクラフト（以下HPL）の影響を大きく受けている。

## 概要
順にWT1944年3月号、1945年7月号、1949年3月号、1951年5月号、1952年1月号に掲載された。
作中時は1938年から1947年まで。各編は、それぞれの語り手の手記であり、彼らの失踪後に公表されたものと位置づけられている。具体的な状況は5編それぞれ異なるが、概ねとしてはパターン化している。作中時では9年にわたる物語であるが、明らかとなっているのは手記に残されている部分のみ、つまり主人公が博士と関わってから身をくらますまでのごく短期であり、本格的に潜伏準備している間の出来事は描写されておらず、空白期間の割合が大きい。
人類がクトゥルフに抗戦するというオカルトアクションである。シュリュズベリイ博士のアクティブなヒーロー像は、後続作品群に大きな影響を与えた。文庫（クト2）カバーでは「クトゥルーと人類との凄惨な闘争を描いたクトゥルー神話の白眉」と紹介されている。既存作品の後日談であり、さらにHPLの存在が取り込まれており、虚実が入り混じる。
全5部作のうち、第2部のみ別の邦訳が存在し、単発で特定書籍に収録されている。

## 評価
ダーレス作品の傾向については、長所と短所の両方が指摘されており、本作品については長所を活かした作品であるという評価がなされている。ダーレスにはHPLのコズミックホラーは書けないが、パルプ・ホラーとしてのダーレス神話は新たな読者を魅せていく。ダーレスの手腕は、コズミック・ホラーを「クトゥルフ神話」へと変革させ、HPLが成し得なかった業績を為した。巨大な存在に翻弄される孤立した人間ではなく、アクティブに邪神との戦いに立ち向かうという新路線は、後続作家達にも影響を与えた。
東雅夫の『クトゥルー神話事典』における解説を、以下に引用する。
- 1：ダーレス神話の代表作というべき連作長編『永劫の探究』の第一部で、全編のイントロダクション的性格が濃い作品。バイアクヘーを駆ってクトゥルー退治に奔走するシュリュズベリイ博士は、神話大系の中でも、まったく新しい性格のキャラクターだった。[1]
- 2：「インスマスを覆う影」の後日譚となっており、シュリュズベリイ博士は登場しない。[2]
- 3：前半の展開は「クトゥルーの呼び声」を忠実に踏襲、後半の活劇調にダーレス色が感じられる。[3]
- 4：間奏曲的な性格の一編であるが、『ネクロノミコン』の著者本人を召喚するくだりは、ダーレスならでは。[4]
- 5：クトゥルーに核攻撃を仕掛けるという単純剛直な着想が、いかにもダーレスらしくて微笑ましい。ブロックの「尖塔の影」と読み較べるのも一興だろう。[5]
- （独自の神性であるイタカを扱った作品群や）クトゥルー・ハンター物に先鞭をつけた本連作などのほうに見るべきものがある[6]

朱鷺田祐介は、長所と短所の両方に触れつつも、「ダーレス版クトゥルフ神話の頂点であり、現在、われわれが満喫しているクトゥルフ神話というジャンルのエキサイティングな部分はここで凝縮されているといってもよい」などと解説している。
山本弘は本作に「同じパターンの話を五回続けて読むのは少しつらい・・・・・・」と微妙なコメントを出している。
平井呈一は高く評価しており、「英米恐怖小説ベスト・テン」で現代編の4位に挙げている。平井は「オーガスト・ダーレット」「ズールーの足跡（The Trail of Cthulhu）」と訳した。

## 略説

### 主人公
ラバン・シュリュズベリイ博士
オカルティスト・哲学教授・古代神話学術の権威で、かつてはミスカトニック大学の職員だった。住所はアーカムのカーウェン・ストリート。1915年に姿を消し、1935年に突如帰還する。
黒眼鏡の下には両眼球が無い。全盲だが霊的な知覚により不便なく行動する。セラエノ大図書館の石板から知識を学び、クトゥルフに立ち向かう。
アンドルー・フェラン
1938年時点で28歳。ハーヴァード大学で言語学を修めた。文武に優れ、博士に秘書（通訳・護衛）として雇われる。
2年間博士と行動した後の2部では、先輩としてエイベルを引っ張っていく。
エイベル・キーン
1940年時点で27歳。ニューハンプシャー出身、アーカム在住の神学生。特技はアマチュア催眠術。
神学徒だからこそ邪悪について思うものがある。キリスト教の視点に立っており、旧神への旧支配者の謀反を神への悪魔の謀反に重ねて見ている。
クレイボーン・ボイド
クリオール文化の研究家。旧住所はミシシッピ州ナチェスであり、194X年時点ではルイジアナ州ニューオリンズ在住。死んだ大叔父アサフ・ギルマンの研究成果を引き継ぐ。
夢に現れた博士に導かれ、南米ペルー奥地のクトゥルフ教団の指導者抹殺と拠点破壊を試みる。
ネイランド・コラム
怪奇作家。ロンドンのソーホー在住。行動派の作家であり、探検旅行の経験もある。
194X年に怪奇小説『異世界の監視者』を発表したことで、邪教団に目を付けられる。博士に同行してアラビア砂漠を訪れ、ルルイエの位置情報を得る。
ホーヴァス・ブレイン
最年少・1947年時点で20歳ほどの若き考古学者。ムー文明の実在を信じている。シンガポールで博士と4弟子に出会い、同行する。
インスマスのウェイト家の末裔である。終章に至り、血が海底行きを誘うが、行けば「裏切者ホーヴァス・ウェイト」である自分に命はないことを悟る。クトゥルフに興味を持ったのも血筋のせいという、救いのないものであった。

### 時系列・地理
- 1915年：シュリュズベリイ博士がアーカムから姿を消し、セラエノに行く。
- 1925年：『クトゥルフの呼び声』。ルルイエが一時的に浮上する。
- 1927-1928年：『インスマスを覆う影』。アメリカ軍が、インスマスの人外達を駆逐し、事実をもみ消す。
- 1935年：20年間消息を絶っていた博士が、突然帰還する。
- 1938年：第1部『アンドルー・フェランの手記』（1944年発表）。ペルーの地底湖とルルイエを爆破する。
- 1940年：第2部『エイベル・キーンの書置』（1945年発表）。インスマスの指導者を殺し、町を焼き払う。
- 194X年：第3部『クレイボーン・ボイドの遺書』（1949年発表）。ペルーの地底湖を再び破壊する。
- 194X年：第4部『ネイランド・コラムの記録』（1951年発表）。アラビア無名都市でルルイエの位置情報を得る。
- 1947年：第5部『ホーヴァス・ブレインの物語』（1952年発表）。南太平洋に再浮上したルルイエを核攻撃する。

セラエノ大図書館
おうし座プレアデス星団のセラエノ（＝ケラエノ）にある、巨石で建造された大図書館。かつて旧支配者が旧神から盗み出した知識を収蔵している。
それらの知識の一つが「セラエノ断章」の石板である。シュリュズベリイ博士は石板を翻訳して冊子化した物を1915年にミスカトニック大学付属図書館に預けており、3部のアサフ・ギルマン教授やヴィベルト・アンドロス教授が閲覧している。
風の精ハスターの支配地にあたる。水の精クトゥルフと敵対するシュリュズベリイ博士達は、避難地として利用する。
ルルイエ（黒い島）
死せるクトゥルフが眠る巨石都市。普段は南太平洋の海底に沈んでおり、時おり浮上する。
『クトゥルフの呼び声』1925年2月には南緯47度9分 西経126度43分 / 南緯47.150度 西経126.717度の位置で確認され、本作5部・1947年9月には南緯47度9分 西経126度43分 / 南緯47.150度 西経126.717度に出現する。
ルルイエの名を冠した文献「ルルイエ異本」が存在する。『ハスターの帰還』事件後にミスカトニック大学付属図書館に寄贈され、シュリュズベリイ博士が閲覧して、後述の8拠点特定の情報源となる。

### 重要事項
クトゥルフ（クトゥルー）
最大の敵。ルルイエに眠り、人類にとって最も恐ろしい旧支配者と称される。同種の眷属がペルーの地底湖におり、さらに配下に深きものどもや爬虫類種族などを従える。地震で旧神の封印の仕掛けが壊れたことで、再活動しつつある。3部南米ペルーでは「クールー」の名で呼ばれる。
博士やクレイボーン・ボイドは、クトゥルフを、ペルー先住ケチュア＝アヤル族の神々である、戦争の神<むさぼり喰うもの>、パチャカマック、ヴィラコチャなどと関連付けている。なお初期の事典書籍では、この<むさぼり喰うもの>をウィツィロポチトリと解釈しているが、森瀬繚によって、ウィツィロポチトリはアステカの軍神でありインカのケチュア族とは関係ないと指摘されている。。
クトゥルフ崇拝の拠点は8箇所。
深きものども
クトゥルフを崇める水棲種族。魚類や蛙に形容される。地上侵略のために、人間と混血したり、人間のふりをして活動する。五芒星の石を嫌う。
2部のエイハブ・マーシュや3部のアンドラダ神父は彼らの一員。ホーヴァス・ブレインは彼らの血を引く。
アンドルーは『不思議の国のアリス』挿絵の、ジョン・テニエルが描く蛙男を連想している。
ハスター
旧支配者・風の精。クトゥルフと敵対している。セラエノや無名都市を支配地とし、配下にバイアクヘーを従える。博士らがハスターの力を借りているだけであり、ハスター本体は未登場。
バイアクヘーと黄金の蜂蜜酒
ハスター配下の有翼飛行生物。バイアクヘーを召喚するには、笛を吹き、ハスターを讃える呪文を唱える。
黄金の蜂蜜酒は特殊な薬物であり、飲むことで幽体離脱と知覚鋭敏化の2効果をもたらす。この効果は、バイアクヘーに騎乗して星間宇宙を移動する際に必要となる。生身では耐えられないので、魂だけをバイアクヘーに運ばせ、抜け殻の肉体は無名都市の地下に保管する。
五芒星形の石（＝旧神の印）
古代ムナール由来の護り石。魔力によって邪神配下の種族を退ける。だが邪神には効果がない。本作中では、主にアミュレット（お守り）として持ち歩き、深きものどもを回避するために用いられた。
いわゆる「旧神の印」であるが、作品によって設定が変遷する。本作品においては上記設定である。

## 1：アンドルー・フェランの手記

### 1部あらすじ
アーカムのシュリュズベリイ博士が、1915年に消息を絶ち、1935年に突如帰還する。また1925年のルルイエ浮上から10年の間に、世界中で邪教団の活動が活発化する。
1938年6月、博士は「想像力に欠如した者」という奇妙な条件で秘書求人を出す。面接に合格したアンドルー・フェランは、博士の屋敷に住み込みで働き始める。彼は博士の屋敷を訪れて来た水夫フェルナンデスから「ペルー奥地で怪物と教団を目撃した」という証言を得るが、後日フェルナンデスは怪死を遂げる。
博士から勧められて黄金の蜂蜜酒を飲んだアンドルーは速やかに眠りにつき、奇妙にリアルな夢を見る。
- 第1の夢：博士に従い、有翼生物バイアクヘーに騎乗し、南米ペルーの地底湖・水夫フェルナンデスが話していた場所を訪れる。博士が信者を装って原住民に質問し、儀式は明日であると返答を得る。去り際に、アンドルーはおぞましい姿をしたクトゥルフの従者を目撃する。

翌日アンドルーは、博士の指示でミスカトニック大学付属図書館に調査に行き、出会ったピーバディ老司書から博士が20年間失踪していたことを知らされる。その夜、博士は一時的に姿を消し、翌朝には何事もなかったように戻って来ていたが、アンドルーは怪訝さを感じ取る。続いて数日後の新聞で、ペルーで地盤沈下が起こり原住民が全滅したことが報道される。※博士が地底湖を爆破し、邪教徒200人以上を皆殺しにした。
- 第2の夢：博士と共にバイアクヘーでイギリスに行き、邪神に連れ去られてルルイエにいた男性から、ルルイエの位置を聞き出す。
- 第3の夢：ルルイエの遺跡で、洞窟を爆破してクトゥルフを埋める。触手から間一髪で逃れ、バイアクヘーで離脱する。

当初アンドルーは単なる夢としか思わなかったが、次第にリアルすぎる夢が現実と区別がつかなくなったことに不安を感じ始め、精神科を受診する。医師は疲労やストレスを指摘し、休職と帰宅を薦める。だがアンドルーは靴の汚れやイギリスの新聞といった数々の物証から混乱に陥る。診察から戻ったアンドルーは退職を申し出ようとするが、博士は逃走のための荷造りをしており、アンドルーにすぐさま資料を図書館に寄贈するように命じる。博士はアンドルーに夢の記憶が残っていた手違いを認め、「3つの夢は現実の出来事であること」「自分は20年間セラエノにいたこと」「クトゥルフとの闘争」等について説明し、続いて自分とアンドルーは遂に敵に目をつけられたと告げる。博士はアンドルーに、アーカムから離れて逃げるよう命じ、さらに護身用アイテムも手渡す。その夜、博士の屋敷は火事で全焼し、博士は行方不明となる。
アンドルーはボストンの自宅に戻るも、ついに敵が近づいてきたことを察知する。アンドルーは博士に教わった方法でバイアクヘーを召喚し、難を逃れる。失踪したアンドルーの部屋には手記が遺されており、後年一部削除された上で公表される。

### 1部登場人物
- ランファー博士 - ミスカトニック大学付属図書館の館長。アンドルーとエイベルの手記を公開する。
- ピーバディ - 1・2部に登場。ミスカトニック大学図書館の老司書。アンドルーに声をかけ、博士はかつて20年姿を消しており不審だと告げる。2部ではエイベルに声をかける。
- ティモト・フェルナンデス - 南米人の船乗り。博士に、ペルーの地底湖で邪神を目撃したことと、自分は何者かにつけられていると証言した後、インスマスの暗礁で怪死を遂げる。
- ネイランド・マッシー - ロンドンの湾港労働者。行方不明になっていたが、奇怪な言語（ルルイエ語）を身につけ衰弱して帰還する。

### 1部関連作品
- クトゥルフの呼び声 - 1925年ごろの出来事。
- インスマスを覆う影 - 1927-1928年の出来事。
- ハスターの帰還 - オーガスト・ダーレス作。193X年の出来事。ランファー博士が登場する。

## 2：エイベル・キーンの書置

### 2部あらすじ
アンドルーは、シュリュズベリイ博士と共にセラエノ図書館で研究をしていた。それから2年後の1940年、敵がインスマスで再動したことを察知する。単身地球に戻ったアンドルーはインスマスを探るが、敵に察知される。
一方で、失踪したアンドルーの部屋には、新たに神学生エイベルが入居していた。疲れていたアンドルーはエイベルに簡単な説明をすると眠ってしまい、エイベルはミスカトニック大学付属図書館でアンドルーについて調べる。エイベルがインスマスについて口にすると、ピーバディ老司書はやめておけと警告してくる。エイベルは荒廃したインスマスの町を偵察に行き、深入りせずに自宅に戻る。目覚めたアンドルーは詳細をエイベルに説明し、話を聞いたエイベルは仲間入りを申し出る。
アンドルーの標的は、インスマスを再興させた、マーシュ家の新当主エイハブ・マーシュである。2人は変装したうえでインスマスに赴き、絶えた旧名家ウィルキン家の遠縁であると素性を偽ってインスマス唯一のホテルに泊まる。その夜、2人は魔力石で屋敷を取り囲んで逃げ道を塞いだ上で放火し、エイハブ・マーシュを名乗る人外を焼き殺す。火は燃え広がり、港町の大部分を焼き尽くす大火災となる。2人は別れ、アンドルーはバイアクヘーを召喚して逃げ去る。
エイベルは単身帰宅し、数日は何もなかったが、何者かに尾行され始める。エイベルは手記を書き上げ、ミスカトニック大学付属図書館宛に送り、バイアクヘーを召喚してボストンを離れる。

### 2部登場人物
- ヘンダースン - インスマスにある、チェーン店の店長。外部から来た人物。エイベルに質問され、情報を教えるも、深入りするなと忠告する。
- エイハブ・マーシュ - 代替わりしたインスマスの当主。遠縁らしく、数年前に突然現れ、マーシュ家を継いだ。その正体は、海からやって来た人外。エイハブに雇用された者は行方不明になる、つまり海に投げ込まれて生贄にされる。
- ウィリアムスン - 『インスマスを覆う影』主人公のこと[注 4]。インスマスに戻り、沖へと泳いで行ったらしいことが言及される。

### 2部関連作品
- インスマスを覆う影 - 1927-1928年の出来事。直接の前日譚。

## 3：クレイボーン・ボイドの遺書

### 3部あらすじ
ボストンの学者アサフ・ギルマンは、核物理学でハーヴァード大学教授を勤めた人物であり、定年退職後はミスカトニック大学で教鞭をとっていた。ミスカトニック時代の2年間でとある古代宗教に興味を抱き、南太平洋文明の物品を調査収集するようになる。やがて隠居するが、旅行中にロンドンで暴動に巻き込まれて突然死する。
ニューオリンズ在住のクリオール文化の研究家であるクレイボーン・ボイドは、近親者で唯一の学生だからという理由で、死んだ大叔父アサフ・ギルマンの研究資料を相続する。クレイボーンは資料を読み込むうちに、大叔父が邪教団に暗殺されたと確信を抱く。
ボストンのジュダ弁護士の事務所を、ギルマン教授の研究仲間を自称するジェイフット・スミスという男が訪れ、研究資料の譲渡を求める。資料はすでにクレイボーンの手にわたっていたことから、弁護士はスミスに彼の住所を教える。
夢を通じてその出来事を知ったクレイボーンはスミスを敵と判断し、さらにやって来て資料の譲渡/売却を要求してくるだろうことを予測し、全資料を隠す。監視者の存在を察知しつつ、就寝したクレイボーンは、新たな正夢を見る。その映像は「生前の大叔父がクレイボーンに宛てた手紙が、旧住所ナチェスの郵便局で滞っている」というもの。夢は黒眼鏡の老人へと続き、彼はクレイボーンにすぐ逃げて夢の手紙を回収するよう助言する。クレイボーンは、スミスとの対面を避け尾行者も躱して、大叔父からの手紙を入手する。
クレイボーンは南米ペルーの首都リマのアンドロス教授に会いに行き、アンドラダなる人物および夢に現れる黒眼鏡の老紳士について尋ねる。教授は、宣教師アンドラダとシュリュズベリイ博士だと回答する。教授は資料を提供し、クレイボーンはアンドラダ神父を見つけ出すことを決意する。宿泊就寝中の夢に現れたシュリュズベリイ博士は、神父抹殺と拠点破壊の重要性を強調し、クレイボーンにアイテムを授ける。
クレイボーンは偽装用の建前を掲げてペルー奥地へと乗り込み、随時アンドロス教授に手紙を出して状況を報告する。アンドラダの正体は、クトゥルフを崇める人外の司祭であった。敵の目的は、かつてシュリュズベリイ博士が埋めた戸口を再び開くこと。地底湖の神殿に入り込んだクレイボーンは、クトゥルフの従者を目撃して危険性を悟り、すぐさまアンドラダの射殺を試みるが、仕留めきれずに逃げられる。クレイボーンはダイナマイトを起爆させて洞窟を崩し、バイアクヘーで逃走する。
失踪したクレイボーンは死んだとみなされる。複数の遺品や手紙類はブエノス・アイレス大学付属図書館で保管され、後に読者を限定し全文公開される。

### 3部登場人物
- アサフ・ギルマン教授 - クレイボーンの大叔父で核物理学者。南太平洋文明の物品、HPLやシュリュズベリイ博士の資料、アドヴァケイト号の事件などを調べていた。死を悟りクレイボーンに手紙を出しており、最も恐ろしい旧支配者こそクトゥルフであること、クトゥルフ教団の拠点がペルーにあることなどを述べ、アンドロス教授に会いアンドラダについて尋ねるよう助言を遺す。
- アリステア・グリンビー - 遭難船アドヴァケイト号の船乗り。地図にない島に上陸し、ただ一人生還するが、発狂する。
- ジュダ弁護士 - ボストンの弁護士。ギルマン教授の遺産管理人。スミスに研究資料の行方を尋ねられ、クレイボーンの住所を教える。
- ジェイフット・スミス - 長身痩躯で黒ずくめの男。ジュダ弁護士を訪問し、故ギルマン教授の研究仲間と自称して研究資料の在り処を聞き出す。深きものどもの一員と推測される。
- ヴィベルト・アンドロス教授 - ペルーのリマ大学の教授。ギルマン教授やシュリュズベリイ博士と面識がある。
- 偽アンドラダ神父 - キリスト教宣教師アンドラダを消して、彼に成りすましている深きもの。1部でシュリュズベリイ博士が潰した教団を再興させ、言葉巧みにクールー神に改宗させた信者数百名を率いる。クレイボーンに心臓を撃たれるも、蛙姿に戻り水中に逃走する。

### 3部関連作品
- クトゥルフの呼び声 - 1908年（ニューオリンズ）・1925年ごろの出来事。3部自体がパロディ・パスティーシュ作品である。
- 電気処刑器 - 1889年の出来事。中南米におけるクトゥルフ信仰について言及される。
- サセックス稿本 - フレッド・ペルトンの神話作品であり、ネクロノミコンの異本。作中でギルマン教授とアンドロス教授が読んでいた（サセックス草稿という名前になっている）。ペルトンは書き上げ、製本してアーカムハウスのダーレス宛に送っており、本として実在した。刊行寸前までいったが刊行はされず、作品としてはお蔵入りしていたが、1980年代に再発見され世に出た。

## 4：ネイランド・コラムの記録

### 4部あらすじ
ロンドン在住の小説家ネイランドは、資料調査や現地取材を経て、新作怪奇小説で成功を収める一方、誰かに身辺を嗅ぎ回られている気配を覚える。ネイランドを来訪してきたシュリュズベリイ博士は、ネイランドの作品がクトゥルフ崇拝を反映しているために目をつけられたと説明し、尾行者が非人間種族・深きものどもだと教える。ネイランドは蜂蜜酒の副次効果で尾行者たちの姿を視認し、異形の者たちが実在することを認め、博士への同行を申し出る。
失われたと言われている「アル・アジフ」を求め、博士とネイランドは、まず海路でアラビアに行き、続いて内陸入りして円柱都市アイレム＝無名都市 を探す。護符の力で船旅は無事に終わり、深きものどもは砂漠まではやって来れないが、代わりに陸棲の爬虫類人が追跡してくる。2人は現地人を雇って砂漠をラクダで行進するが、ガイドが消えたり人夫が殺されたりしたことで、彼らは恐れて進行を拒むようになり、最終的には博士とネイランドの2人だけで無名都市に入る。遺跡の地下室には、3人の青年のボディが安置されており、博士は「バイアクヘーが肉体を安置して魂をセラエノに運ぶ」のだと説明する。続いて2人はアルハザードが殺された部屋に移動し、博士は降霊術でアルハザードの霊魂を呼び出す。博士はアルハザードの亡霊からルルイエの位置を教わり、さらに部屋に隠されていたアル・アジフの羊皮紙原稿を回収する。2人は何者かが迫ってくる気配を感じ取り、急いで無名都市を離れ、上空にバイアクヘーを浮遊させて護衛につけたまま 砂漠を戻る。
2人は船旅を続けるが、敵の強化に勘付き、他の乗客を巻き添えにはできないと判断し、バイアクヘーを召喚して離脱する。表向きは、嵐の中で甲板に出た博士とネイランドの2人が行方不明・溺死とされる。船室から発見されたネイランドの記録は大英博物館に保管されるも、後に南太平洋で起こったある出来事を調べるために公表される。

### 4部登場人物
- アブドゥル・アルハザード - 「ネクロノミコン」の原著たるアラビア語文献「アル・アジフ」を記した狂詩人。邪神の知識を人間の書物に記した咎により、攫われて無名都市で拷問死した。シュリュズベリイ博士に降霊されるが、舌を切断されており喋れず、ルルイエの位置を地図で示した。

### 4部関連作品
- 無名都市 - 無名都市と爬虫類人について言及される。HPLの設定では「円柱都市アイレムの近くに無名都市がある」とされるが、ダーレスは二都市を同一の物とした。
- クトゥルフの呼び声 - 無名都市がクトゥルフ教団の拠点とされる。4部時点では状況が変わっており、無名都市はハスターの勢力圏となっている。
- ネクロノミコンの歴史 - ネクロノミコンとアルハザードの情報源。

## 5：ホーヴァス・ブレインの物語

### 5部あらすじ
1928年にインスマスの町で発生した災害によりウェイト家は全員命を落とし、親戚に預けられ町を離れていた幼少のホーヴァスだけが難を逃れて生き残る。ホーヴァスはブレイン家の養子として育ち、学問を修めて考古学者となる。
1947年、ホーヴァスはシンガポールのバーで、老博士と4人の青年達に話しかけられる。博士はホーヴァスにクトゥルフ神について説明し、考古学的知見からの意見を求める。さらに博士はある場所を探していると言い、古地図を見せてホーヴァスに尋ね、ホーヴァスは現代のポナペであると回答する。博士は一度島を爆破しようとしたが失敗したと語り、今度こそ潰すと言う。ホーヴァスは自分が協力すれば島の場所を特定できると思い、同行を申し出る。
ホーヴァスは旅立ちの前に、祖父から譲り受けた書類を読み直す。ホーヴァスは、博士の探究には祖父にかかわる謎の解答があると理由のわからない確信を抱き、これまでの自分の業績を投げ打ってでもクトゥルフの探究をするという決意が湧く。
博士らの行動は、アメリカ政府に支援されていた。1947年9月、6人はポナペに赴き、アメリカ海軍と合流し、島を特定する。6人と軍人達はボートで島に上陸し、爆発物を仕掛けた正にそのとき、クトゥルフが姿を現す。邪神の姿と敵意にホーヴァスは混乱し、仲間を妨害してクトゥルフの元へ行きたいとすら思ったが、博士に引き戻される。急いで軍艦まで撤退したところで、遠隔爆破がクトゥルフを吹き飛ばすが、クトゥルフは肉片を再結合し復活を果たす。第一作戦は失敗と判断し、第二作戦へと移る。艦は高速で島から離れ、別働の航空機が島に原子爆弾を投下する。ルルイエの島は、核爆弾によって粉砕された。
博士はもう自分にできる限りのことはやったと言う。博士らと別れたホーヴァスは、故郷インスマスに行き、自分の血筋を知る。ウェイトの血がルルイエ行きを誘うのに、行ったら同族から裏切者として殺されることを理解し、ホーヴァスは絶望する。さらに、旧神未満であろう核攻撃ごときでクトゥルフを殺せているわけがないことも確信する。ホーヴァスは新聞記事から、社会復帰したエイベルが「水泳中に消えた」ことを知り、邪神達の報復が始まったことを察する。

### 5部登場人物
- アサフ・ウェイト - ホーヴァスの祖父。インスマスの名家当主。船乗り。1928年の災害で家族と共に死亡。具体的には『インスマスの影』主人公の通報を受けたアメリカ政府に駆逐＝殺された。
- サツメ・セレケ - 日系人。病に伏せっている船乗り。謎の島に上陸して、仲間全員を失いただ一人生還する。
- ホルバーグ准将 - アメリカ軍准将。博士やホーヴァス達を軍艦に乗せ、ルルイエに向かう。

### 5部関連作品
- クトゥルフの呼び声 - 1925年ごろの出来事。
- インスマスを覆う影 - 1927-1928年の出来事。
- ルルイエの印 - ダーレス作、1957年発表作品。クライマックスが1947年11月のポナペでの出来事。
- 尖塔の影 - ロバート・ブロック作、1950年発表作品。作中時では数年後、1950年の出来事。
- 五月二十七日 - 神野オキナ作、2002年発表作品。シュリュズベリイ博士が1945年9月に沖縄を訪れる。

## 関連作品

### HPL作品
- クトゥルフの呼び声 - 1925年ごろの出来事。
- インスマスを覆う影 - 1927-1928年の出来事。

### 後続作品
- タイタス・クロウ・サーガ - ブライアン・ラムレイ作。本作品を継承した上での別作者による新シリーズであり、スケールもアップしている。
- アーカム計画 - ロバート・ブロック作。ブロックがダーレス的な手法で書いた。
- クトゥルー・オペラ - 風見潤作。オカルトアクション・ジュブナイル。
- トレイル・オブ・クトゥルー（英語版） - 『永劫の探究』の原題と同じ名前がつけられた、TRPG。2020年に日本語版発売。
- ニャルラトテップの仮面 - TRPG『クトゥルフの呼び声』シナリオの一つ。『永劫の探究』のニャルラトテップ版であり、5章構成。1920年代が舞台。
- 邪神伝説シリーズ - 矢野健太郎の漫画。

## 収録
- 青心社版：大瀧啓裕・岩村光博訳
  - 単行本『クトゥルー2 永劫の探究』（1981）絶版
  - 文庫版『暗黒神話大系シリーズ クトゥルー2』（1988）
- 『ク・リトル・リトル神話集』国書刊行会、那智史郎訳、シリーズの第2部のみ「インスマスの追跡」